# Long hình quyền

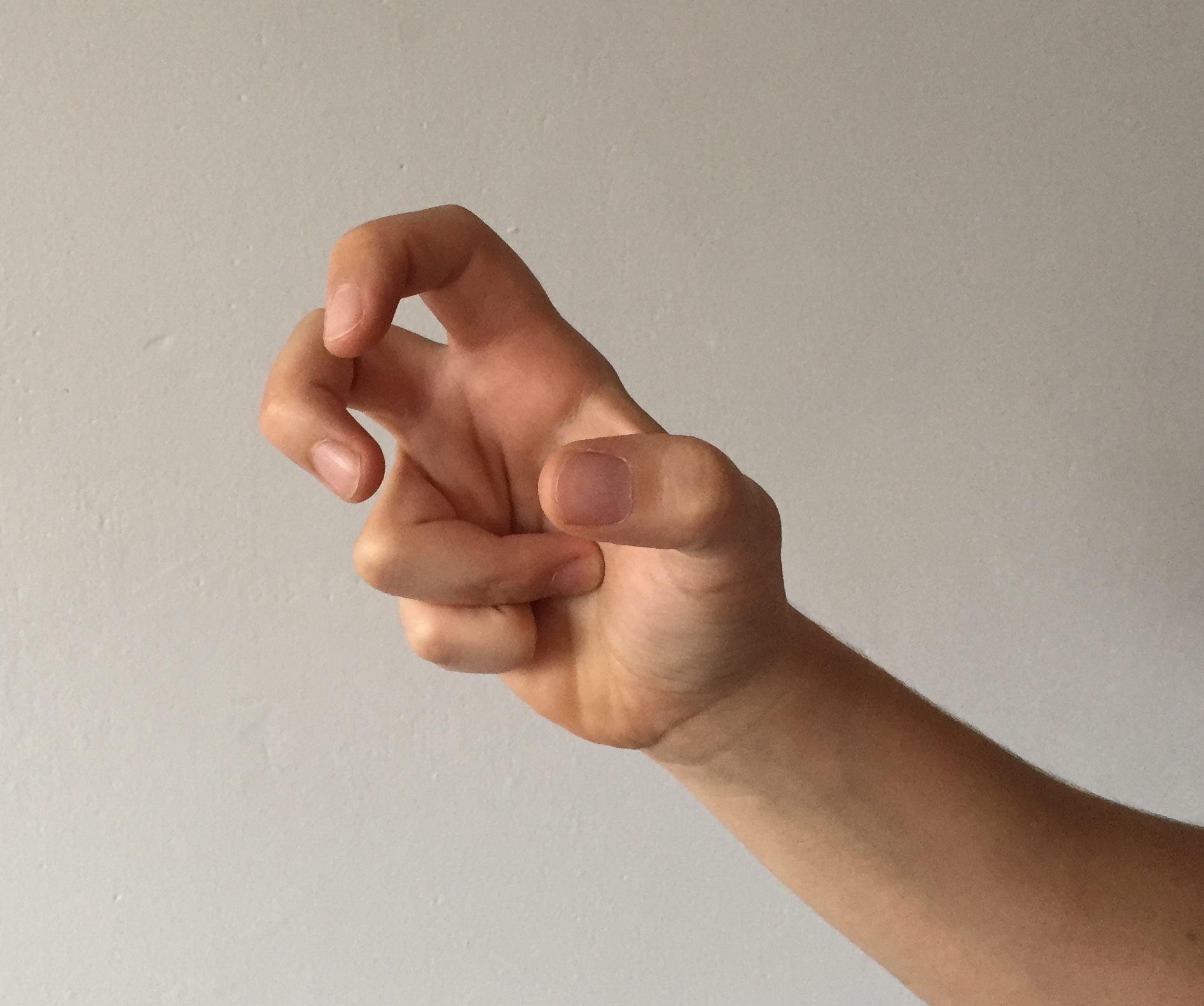
Long hình quyền

Long hình quyền (Tiếng Trung Quốc: 龍形摩橋 Bính âm Hán ngữ: lóng xíng mó qiáo) hay long trảo thủ, Long quyền là một thể loại quyền thuật thuộc hình ý quyền linh thú (hay còn được biết đến là Ngũ hình quyền) của Võ Thiếu Lâm mô phỏng theo động tác của loài Rồng phương đông của Trung Quốc. 
Long hình quyền chú trọng vào trảo thủ (khống chế, khóa, vặn) kình lực, chỉ pháp, và chưởng pháp, và nó nổi tiếng với một số chiêu thức như: Thần Long Triển Trảo; Kim Long Thí Trảo; Thần Long Nhập Hải. Mặc dù đa số các đòn đánh trong Long Hình Quyền chú trọng vào việc dùng trảo thủ, nhưng vẫn có vài đòn được thể hiện bằng Quyền pháp và Chưởng pháp. Một số các đòn quyền trong Long Hình Quyền là: Long Bái Vĩ; Thanh Long Xuất Hải; Kim Long Vọng Nhật... Long Hình Quyền thuộc hệ thống Ngũ Hình Quyền cổ điển, nhưng hệ thống ngũ hình quyền sau này lại không có sự hiện diện của nó. Một phần là do hình tượng con rồng là sản phẩm của trí tưởng tượng nên động tác khó mà hình dung để mô phỏng mặt khác về cơ bản thì con rồng Trung Hoa là dạng rắn do đó những động tác tinh túy này đã được thể hiện trong xà hình quyền.